# C’-kung
C’-kung (čínsky pchin-jinem Zìgòng, znaky 自贡) je městská prefektura v Čínské lidové republice, kde patří do provincie S’-čchuan. Celá prefektura má rozlohu 4298 čtverečních kilometrů a v roce 2020 v ní žilo necelých dva a půl milionu obyvatel.

## Poloha
C’-kung leží v jihovýchodní Číně, v Sečuánské pánvi na řece Fu-si, přítoku Jang-c’-ťiang. Prefektura hraničí na východě s Lu-čou, na západě s Le-šanem, na jihu s
I-pinem a na severovýchodě s Nej-ťiangem.

## Administrativní členění
Městská prefektura C’-kung se člení na šest celků okresní úrovně, a sice čtyři městské obvody a dva okresy.
| C’-liou-ťing Kung-ťing Ta-an Jen-tchan okres · Žung okres · Fu-šun |          |                       |                    |                                  |
| Název                                                              | Název    | Počet obyvatel (2020) | Rozloha km² (2020) | Hustota zalidnění (obyv. na km²) |
| český přepis                                                       | znaky    | Počet obyvatel (2020) | Rozloha km² (2020) | Hustota zalidnění (obyv. na km²) |
| Městské obvody                                                     |          |                       |                    |                                  |
| C’-liou-ťing                                                       | 自流井区 | 481 981               | 155                | 3 114                            |
| Kung-ťing                                                          | 贡井区   | 226 704               | 407                | 557                              |
| Ta-an                                                              | 大安区   | 291 645               | 375                | 778                              |
| Jen-tchan                                                          | 沿滩区   | 297 365               | 449                | 662                              |
| Okresy                                                             |          |                       |                    |                                  |
| Žung                                                               | 荣县     | 469 488               | 1 578              | 298                              |
| Fu-šun                                                             | 富顺县   | 722 073               | 1 334              | 541                              |
|                                                                    |          |                       |                    |                                  |
| Celkem                                                             | Celkem   | 2 489 256             | 4 298              | 579                              |

## Partnerská města
- Goseong County, Jižní Korea
- Mikasa, Japonsko